# Zespół mózgowo-oczno-twarzowo-szkieletowy
Zespół mózgowo-oczno-twarzowo-szkieletowy (ang. cerebro-oculo-facio-skeletal syndrome, cerebrooculofacioskeletal syndrome, Cockayne Syndrome type II, Cockayne Syndrome type B, Pena Shokeir II Syndrome, Pena Shokeir Syndrome Type II, COFS) – genetycznie uwarunkowany zespół wad wrodzonych, dziedziczony autosomalnie recesywnie. Charakteryzuje się mikrocefalią, wrodzoną zaćmą, artrogrypozą, wadami wrodzonymi twarzy oraz niepełnosprawnością intelektualną.

## Historia
Zespół został po raz pierwszy opisany w 1974 przez brazylijskiego lekarza Sérgio Penę oraz kanadyjskiego lekarza Mohammeda Shokeira.

## Etiologia
Zespół jest dziedziczony autosomalnie recesywnie. Za zespół odpowiada głównie uszkodzenie genu ERCC6/CSB zlokalizowanego na ramieniu długim chromosomu 10, w regionie q11, opisano również pojedyczne przypadki związane z mutacją genu ERCC1, ERCC2/XPD oraz ERCC5/XPG.

## Epidemiologia
Częstość występowania szacowana jest na poniżej 1 na 1 000 000 urodzeń. Do chwili obecnej opisano 20 przypadków.

## Obraz kliniczny
Zespół mózgowo-oczno-twarzowo-szkieletowy charakteryzuje się wrodzonym małogłowiem, wrodzoną zaćmą lub małooczem, artrogrypozą, ciężkimi zaburzeniami rozwoju, ciężkimi zaburzeniami oczekiwanego rozwoju fizjologicznego, wadami wrodzonymi twarzy z wydatną podstawą nosa oraz zwisającą górną wargą.

## Diagnostyka różnicowa
Zespół mózgowo-oczno-twarzowo-szkieletowy należy różnicować z innymi schorzeniami przebiegającymi z artrogrypozą, takimi jak zespół Peny-Shokeira, holoprozencefalia, przepuklina oponowo-rdzeniowa, bezmózgowie, wodogłowie, rdzeniowy zanik mięśni, zespół Mardena-Walkera oraz z mózgowym porażeniem dziecięcym.

## Leczenie
Nie ma specyficznego leczenia zespołu mózgowo-oczno-twarzowo-szkieletowego (2017). Leczenie jest objawowe, część pacjentów wymaga żywienia przez zgłębnik nosowo-żołądkowy.

## Rokowanie
Rokowanie jest poważne, zespół prowadzi do śmierci dziecka przed ukończeniem 5. roku życia.